# Blog anônimo
Um blog anônimo (português brasileiro) ou blog anónimo (português europeu) é um blog sem nenhum autor ou contribuidor reconhecido. Os blogueiros anônimos podem alcançar o anonimato através do simples uso de um pseudônimo ou através de técnicas mais sofisticadas, como 
roteamento criptografado em camadas, manipulação de datas de postagem ou postagem apenas de computadores acessíveis ao público. As motivações para postar anonimamente incluem o desejo de privacidade ou o medo de retaliação por parte de um empregador (em casos de denúncia, por exemplo), um governo (em países que monitoram ou censuram a comunicação online) ou outro grupo.

## Técnicas de desanonimização
Fundamentalmente, a desanonimização pode ser dividida em duas categorias:
- A correlação social compara detalhes conhecidos sobre a vida de uma pessoa com o conteúdo de um blog anônimo para procurar semelhanças. Se o autor não tenta esconder sua identidade, a correlação social é um procedimento muito direto: uma correlação simples entre o nome do blogueiro "anônimo", profissão, estilo de vida, etc., e a pessoa conhecida. Mesmo que um autor, geralmente, tente ocultar sua identidade (não fornecendo seu nome, localização, etc.), o blog pode ser desanonimizado correlacionando detalhes gerais aparentemente inócuos.[2]
- A identificação técnica determina a identidade do autor por meio dos detalhes técnicos do blog. Em casos extremos, a identificação técnica envolve a observação dos logs do servidor, dos logs dos provedores de acesso à internet e das informações de pagamento associadas ao nome de domínio.

Essas técnicas podem ser usadas em conjunto. A ordem das técnicas empregadas, normalmente, vão  desde as técnicas de correlação social, que não requerem a conformidade de nenhuma autoridade externa (por exemplo, provedores de acesso à internet, provedores de servidores, etc.), até uma identificação mais técnica.

## Tipos
Assim como um blog pode ser sobre qualquer assunto, um blog anônimo pode ser sobre qualquer assunto. A maioria se enquadra nas seguintes categorias principais:
- Política: Um comentário sobre a situação política dentro de um país, onde ser aberto pode causar processo.[3]  Os blogs anônimos também podem adicionar força a um debate político, como em 2008, quando o blogueiro Eduwonkette, mais tarde revelado como a estudante de pós-graduação em sociologia da universidade Columbia Jennifer Jennings, questionou com sucesso o fato de o

prefeito de Nova York Michael Bloomberg assumir o controle das escolas de Nova Iorque.
- Revolucionário e contra-revolucionário: pode ser uma atividade inspiradora ou uma contra-atividade, geralmente contra um violento aparato de Estado. Por exemplo,

Salam Pax, o blogueiro de Bagdá, escreveu para o jornal The Guardian sob um pseudônimo que só poderia se desfazer quando Saddam Hussein não governasse mais no Iraque. Blogueiros semelhantes apareceram durante a Primavera Árabe.
- Dissidente: os blogs dissidentes podem documentar a vida sob um regime opressor ou secreto, embora não promovam ou inspirem ativamente uma ação revolucionária ou contra-revolucionária. Mosul Eye, que descreveu a vida sob a ocupação do ISIL (em Mosul, Iraque), foi considerado desde seu início, em junho de 2014, uma das poucas fontes confiáveis de informação sobre a vida dentro da cidade.[6]

- Religioso: Opiniões e comentários sobre pontos de vista religiosos e questões, talvez questionando alguns pontos de vista escritos.[7]

- Denunciante: o blog do denunciante é uma reviravolta moderna no clássico tema "interno que identifica ilegalidade". Isso pode abranger todos os setores ou questões. Entre as mais notáveis está a do chefe do departamento internacional da Cruz Vermelha irlandesa, Noel Wardick, que destacou que € 162.000 em doações para o terremoto e tsunami de 2004,
no Oceano Índico,  estavam em uma conta por mais de três anos. Depois de gastar mais de € 140.000 em detetives particulares e despesas legais para encontrar o denunciante, incluindo ordens judiciais para obter a identidade de Wardick da UPC e do Google,[8] a Cruz Vermelha irlandesa disciplinou e, posteriormente, demitiu Wardick. Em 2010, um inquérito interno sobre as alegações de Wardick encontrou outras contas bancárias e as propostas para revisar a gestão da Cruz Vermelha irlandesa foram discutidas na Dáil, em 15 de dezembro. As perguntas foram respondidas por Tony Killeen, então Ministro da Defesa. Mais tarde, Wardick processou com sucesso a Cruz Vermelha irlandesa por demissão injusta.[9]

- Membro da empresa: um funcionário da empresa ou um funcionário interno relata sobre as operações e questões da empresa de dentro da organização. O mais famoso é, provavelmente, a blogueira do dooce.com, Heather Armstrong,[10] que foi demitida por escrever relatos satíricos de suas experiências em uma startup "ponto com" em seu blog pessoal, dooce.com .[11]

- Pressão da comunidade: Escrito por um cidadão de uma área, sobre um determinado assunto, para provocar uma mudança. Em 2007, o repórter e blogueiro Mike Stark apoiou o blogueiro anônimo Spocko, que estava tentando chamar a atenção, de seus anunciantes, para o que chamou de "comentários violentos" na estação de rádio KSFO de São Francisco.[12]

- Servico de experiência / atendimento ao cliente: a maioria dos blogs de experiência se concentra em percepções pessoais ou visões de atendimento ao cliente, frequentemente com insatisfação. A maioria dos blogs de experiência anônima são escritos de forma anônima, pois permitem que o cliente / usuário continue experimentando e usando o serviço, e reportando / blogando, ao mesmo tempo que se posiciona em um nível definido e apropriado contra a organização-alvo. Entre eles está o blog, que agora foi transformado em um livro,[13] "Fed up with lunch" de Sarah Wu / Sra. Q. Uma crônica de sua experiência como uma adulta comendo lanche no colégio (ensino médio) de Chicago todos os dias, durante um ano.[14]

- Pessoal: o blog pessoal entra na vida pessoal de uma forma que permite mais riscos e é aberto em termos de detalhes. Portanto, muitos desses blogs são de natureza sexual,[15] embora muitos também existam para aqueles com problemas de saúde e deficiências e como eles vêm o mundo e lidam com seus desafios. Alguns dos blogs pessoais mais recentes são vistos por muitos como terapia em grupo estendida, cobrindo questões que incluem perda de peso.[16]

Recentemente, o blog anônimo mudou para um estilo mais agressivo e ativo, com grupos do crime organizado, como a Máfia, usando blogs anônimos contra prefeitos e administradores locais na Itália.

## Como a identidadeonlineé determinada

### EndereçosIP
Um endereço IP é um rótulo numérico exclusivo atribuído à um computador conectado à uma rede de computadores que usa o protocolo de internet para comunicação. A implementação mais popular do protocolo de internet seria a Internet (em maiúsculas, para diferenciá-la de internetworks menores). Os provedores de serviços de Internet (ISPs) são blocos de endereços IP alocados por um registro regional da Internet que eles, então, atribuem aos clientes. No entanto, os ISPs não têm endereços suficientes para fornecer aos clientes seus próprios endereços. Em vez disso, o DHCP é usado e o dispositivo de um cliente (normalmente um modem ou roteador) recebe um endereço IP de um conjunto de endereços disponíveis. Ele mantém esse endereço por um determinado período (duas semanas, por exemplo). Se o dispositivo ainda estiver ativo no final do "aluguel", ele pode renovar sua conexão e manter o mesmo endereço IP. Caso contrário, o endereço IP é coletado e adicionado ao conjunto a ser redistribuído. Assim, os endereços IP fornecem informações regionais (por meio de registros regionais de Internet) e, se o ISP tiver registros, informações específicas do cliente. Embora isso não prove que uma pessoa específica foi o originador de uma postagem no blog (afinal, 
poderia ter sido outra pessoa usando o acesso à Internet desse cliente), fornece evidências circunstanciais poderosas.

### Análise de frequência de palavras e caracteres
A análise de frequência de caracteres aproveita o fato de que todos os indivíduos têm um vocabulário diferente: se houver um grande corpo de dados que pode ser vinculado à um indivíduo (uma figura pública com um blog oficial, por exemplo), a análise estatística pode ser aplicada à este corpo de dados e um blog anônimo para ver como eles são semelhantes. Dessa forma, blogueiros anônimos podem ser desanônimos provisoriamente.